# الرهجان
الرهجان قرية في منطقة سلمية في محافظة حماة.

## روابط خارجية
- الرهجان - موقع اكتشف سوريا